# Psammodromus hispanicus
Psammodromus hispanicus är en ödleart som beskrevs av  Leopold Fitzinger 1826. Psammodromus hispanicus ingår i släktet sandlöpare och familjen lacertider. IUCN kategoriserar arten globalt som livskraftig.
Arten förekommer i Portugal, Spanien och södra Frankrike. Den lever i låglandet och i bergstrakter upp till 1700 meter över havet. Habitatet utgörs av gräsmarker, buskskogar och andra öppna landskap.

## Underarter
Arten delas in i följande underarter:
- P. h. edwardsianus
- P. h. hispanicus